# 김동현 (1999년)
김동현(金東炫, 1999년 2월 23일 ~ )은 대한민국의 보이 그룹 골든차일드의 메인보컬을 맡고 있다. 또한 김용수씨와 정진희씨의 3명의 아들 중 장남이다.

## 학력
| 연도          | 학교                 | 비고 |
| ------------- | -------------------- | ---- |
| 2018년~2021년 | 구암중학교           | 졸업 |
| 2021년~       | 서울공연예술고등학교 | 졸업 |

## 음반 외 활동 목록

### 뮤지컬
- 2023년 《드림하이》 - 어린 송삼동 역 (2023.5.13 ~ 2023.7.23 광림아트센터 BBCH홀)